# Роман Лазурко
Роман Лазурко (19 вересня 1914, м. Стебник, нині Львівська область — 16 жовтня 1987, м. Амстердам, штат Нью-Йорк, США) — український учитель, підстаршина дивізії СС «Галичина», учасник боїв під Бродами, активний член «Братства колишніх Вояків Дивізії „Галичина“», автор спогадів «На шляхах Европи» (1971).

## Життєпис
Народився 19 вересня 1914 року в місті Стебнику.
У 1930-х роках навчався в учительських семінаріях у Перемишлі та Львові, згодом учителював.
У 1943 році вступив до 14-ї гренадерської дивізії Ваффен-СС «Галичина». Пройшов школу підстаршин у Нідерландах, отримав призначення у запасний полк. Учасник битви під Бродами.
Продовжив службу в 14-й сотні 30-го полку в Словаччині, де брав участь у придушенні Словацького національного повстання. Разом зі своїм підрозділом воював проти партизанів Тито у Словенії, а потім — проти Червоної армії в Австрії.[джерело?]
З 12 травня 1945 по 28 лютого 1946 року перебував в американському полоні. У 1949 році переїхав до США, де проживав спочатку у Бродалбіні, штат Нью-Йорк, а з 1953 у Чикаго. Був активним членом «Братства колишніх вояків дивізії „Галичина“».
Помер 16 жовтня 1987 року в місті Амстердам штату Нью-Йорк.

## Книга спогадів
У 1971 році видав книгу спогадів «На шляхах Европи».
Науковець Григор Лужницький схвально оцінив твір:
| Сміливо можна сказати, що "На шляхах Европи", це не є лиш спогади дивізійника, це не є лише частина життєпису людини, яка усвідомила собі, що свободу народу й його державність не добувається "засіданнями" й "промовами", а зі зброєю в руках. Ці спогади, що мають дуже скромний наголовок "На шляхах Европи", є поважним причинком як і до історії наших визвольних змагань періоду останнього розділу другої світової війни, так і до історії нашої психіки, чи пак історії психіки нашої молоді 1910-их років. І саме в тому лежить найбільша, вартість спогадів Р. Лазурка. Бо в цих спогадах як і в кожних спогадах, особа автора мусить бути провідною, то в Р. Лазурка дуже часто події, описані автором, не лише утотожнюються з ним, але, наче б то, прикривають його особу й читачеві здасться, що читач сам бере в них участь. Легкістю стилю, живими, з дотепом подаваними діялогами-репліками, автор розбудовує одну за, одною події, які у 12-ти розділах творять величезне полотнище подій, що в ньому опинилася наша Дивізія.[5] |
В Україні книга перевидана у видавництві «Стилет і стилос» у 2023 році.

## Нагороди
- Хрест Відродження — в пам'ять 60-ліття армії УНР.[7]